# Vòng loại Cúp bóng đá U-20 nữ châu Á 2024
Vòng loại Cúp bóng đá U-20 nữ châu Á 2024 là giải đấu bóng đá dành cho lứa tuổi dưới 20 tuổi của nữ nhằm quyết định các đội tham dự Vòng chung kết Cúp bóng đá U-20 nữ châu Á 2024.
Tổng cộng có tám đội đủ điều kiện để thi đấu trong vòng chung kết. Đội chủ nhà Uzbekistan và ba đội xuất sắc nhất của giải đấu năm 2019 gồm Nhật Bản, Cộng hòa Dân chủ Nhân dân Triều Tiên và Hàn Quốc sẽ được đặc cách vượt qua vòng loại, trong khi bốn đội tuyển còn lại sẽ được quyết định thông qua vòng loại. Sẽ có hai vòng loại, với vòng đầu tiên từ ngày 4 đến ngày 12 tháng 3 năm 2023 và vòng thứ hai diễn ra từ ngày 3 đến ngày 11 tháng 6 năm 2023.

## Bốc thăm
Trong số 47 thành viên của AFC, có tổng cộng 31 đội tham dự, trong đó Nhật Bản, CHDCND Triều Tiên và Hàn Quốc mặc định giành suất tham dự vòng chung kết với vị trí là ba đội xuất sắc nhất của Giải vô địch bóng đá nữ U-19 châu Á 2019 và do đó được miễn tham dự vòng loại. Lễ bốc thăm cho vòng loại thứ nhất được tổ chức vào 14:00 MYT (UTC+8), ngày 3 tháng 11 năm 2022, tại Trụ sở của AFC ở Kuala Lumpur, Malaysia.
31 đội được chia thành 7 bảng 4 đội và 1 bảng 3 đội, các đội được xếp hạt giống theo thành tích ở vòng chung kết Giải vô địch bóng đá nữ U-19 châu Á và vòng loại (xếp hạng tổng thể được hiển thị trong ngoặc đơn; NR là viết tắt của đội không xếp hạng). 8 đội tuyển đóng vai trò là chủ nhà của các bảng đấu được chia thành nhóm cho các nước chủ nhà.
| 1. Uzbekistan (NR) (hosts) 2. Nhật Bản (1) 3. CHDCND Triều Tiên (2) 4. Hàn Quốc (3) |

|                       | Nhóm 1                                                                       | Nhóm 2                                                                       | Nhóm 3                                                                                             | Nhóm 4 |
| --------------------- | ---------------------------------------------------------------------------- | ---------------------------------------------------------------------------- | -------------------------------------------------------------------------------------------------- | --- |
| Đội chủ nhà vòng loại | - Việt Nam (6) (H) - Thái Lan (7) (H)                                        | - Kyrgyzstan (12) (H) - Jordan (14) (H) - Lào (16) (H) - Bangladesh (19) (H) | | - Campuchia (NR) (H) - Palestine (NR) (H)                                                                                               |
| Đội còn lại           | - Úc (4) - Trung Quốc (5) - Myanmar (8) - Iran (9) - Nepal (10) - Liban (11) | - Đài Bắc Trung Hoa (13) - Ấn Độ (15) - Malaysia (17) - UAE (18) (W)         | - Mông Cổ (20) - Singapore (21) - Hồng Kông (22) - Guam (23) - Tajikistan (24) - Pakistan (25) (W) | - Bhutan (NR) - Indonesia (NR) - Iraq (NR) (W) - Quần đảo Bắc Mariana (NR) - Philippines (NR) - Turkmenistan (NR) - Uzbekistan (NR) (Q) |

Ghi chú
- Các đội in đậm vượt qua vòng loại để tham dự giải đấu.
- Các đội in nghiêng tiến vào vòng hai.
- (H): Đội chủ nhà của vòng loại thứ nhất
- (Q): Đội chủ nhà của vòng chung kết, đã tự động đủ điều kiện, nhưng vẫn sẽ tham gia vòng loại. Tất cả các trận đấu của đội tuyển này trong vòng loại được coi là các trận giao hữu.
- (W): Rút lui sau bốc thăm

Không tham dự
- Afghanistan
- Bahrain
- Brunei
- Kuwait
- Ma Cao
- Maldives
- Oman
- Qatar
- Ả Rập Xê Út
- Sri Lanka
- Syria
- Đông Timor
- Yemen

## Vòng hai
Lễ bốc thăm cho vòng hai của vòng loại được tổ chức vào ngày 23 tháng 3 năm 2023, lúc 15:00 MYS (UTC+8), tại trụ sở của AFC ở Kuala Lumpur, Malaysia.
Đối với vòng loại thứ hai, 8 đội sẽ được chia thành 2 bảng 4 đội. Các đội sẽ được xếp hạt giống theo thành tích của họ ở vòng chung kết Giải vô địch bóng đá nữ U-19 châu Á 2019 và vòng loại.
- Hai đội chủ nhà sẽ được xác định sau khi bốc thăm.

| Nhóm 1                      | Nhóm 2                                 | Nhóm 3                    | Nhóm 4                                  |
| --------------------------- | -------------------------------------- | ------------------------- | --------------------------------------- |
| 1. Úc (4) 2. Trung Quốc (5) | 1. Việt Nam (6) (H) 2. Myanmar (8) (H) | 1. Iran (9) 2. Nepal (10) | 1. Liban (11) 2. Đài Bắc Trung Hoa (13) |

Ghi chú
- Các đội in đậm là những đội tuyển vượt qua vòng loại để tham dự giải đấu
- (H): Đội chủ nhà vòng loại thứ hai

Vòng loại thứ hai sẽ diễn ra từ ngày 3 đến ngày 11 tháng 6 năm 2023.

### Bảng A
- Tất cả các trận đấu được tổ chức ở Việt Nam.
- Thời gian được liệt kê là UTC+7:00.

| VT | Đội          | ST | T | H | B | BT | BB | HS  | Đ | Giành quyền tham dự |
| -- | ------------ | -- | - | - | - | -- | -- | --- | - | ------------------- |
| 1  | Úc           | 3  | 3 | 0 | 0 | 10 | 0  | +10 | 9 | Vòng chung kết      |
| 2  | Việt Nam (H) | 3  | 2 | 0 | 1 | 6  | 4  | +2  | 6 | Vòng chung kết      |
| 3  | Iran         | 3  | 1 | 0 | 2 | 4  | 7  | −3  | 3 |                     |
| 4  | Liban        | 3  | 0 | 0 | 3 | 1  | 10 | −9  | 0 |                     |

| Úc                                                                      | 5–0 | Liban |
| ----------------------------------------------------------------------- | --- | ----- |
| - Johnson 10' - Ferris 15' - Dos Santos 80' - Saveska 90' - Cicco 90+3' |     |       |

| Việt Nam                                                           | 3–2 | Iran                                                       |
| ------------------------------------------------------------------ | --- | ---------------------------------------------------------- |
| - Hoàng Thị Ngọc Anh 10' - Ngọc Minh Chuyên 36' - Lê Thị Trang 64' |     | - Nguyễn Thị Như Quỳnh 9' (l.n.) - Foroozandeh 83' (ph.đ.) |

| Liban | 0–3 | Việt Nam |
| ----- | --- | -------- |
|       |     |          |

| Iran | 0–3 | Úc |
| ---- | --- | -- |
|      |     |    |

| Úc | 2–0 | Việt Nam |
| -- | --- | -------- |
|    |     |          |

| Iran | 2–1 | Liban |
| ---- | --- | ----- |
|      |     |       |

### Bảng B
- Tất cả các trận đấu được tổ chức ở Myanmar.
- Times listed are UTC+6:30.

| VT | Đội               | ST | T | H | B | BT | BB | HS  | Đ | Giành quyền tham dự |
| -- | ----------------- | -- | - | - | - | -- | -- | --- | - | ------------------- |
| 1  | Trung Quốc        | 3  | 3 | 0 | 0 | 11 | 0  | +11 | 9 | Vòng chung kết      |
| 2  | Đài Bắc Trung Hoa | 3  | 1 | 1 | 1 | 6  | 2  | +4  | 4 | Vòng chung kết      |
| 3  | Myanmar (H)       | 3  | 1 | 1 | 1 | 6  | 6  | 0   | 4 |                     |
| 4  | Nepal             | 3  | 0 | 0 | 3 | 0  | 15 | −15 | 0 |                     |

| Trung Quốc | 1–0 | Đài Bắc Trung Hoa |
| ---------- | --- | ----------------- |
|            |     |                   |

| Myanmar | 5–0 | Nepal |
| ------- | --- | ----- |
|         |     |       |

| Đài Bắc Trung Hoa | 1–1 | Myanmar |
| ----------------- | --- | ------- |
|                   |     |         |

| Nepal | 0–5 | Trung Quốc |
| ----- | --- | ---------- |
|       |     |            |

| Trung Quốc | 5–0 | Myanmar |
| ---------- | --- | ------- |
|            |     |         |

| Nepal | 0–5 | Đài Bắc Trung Hoa |
| ----- | --- | ----------------- |
|       |     |                   |

## Các đội tuyển đã vượt qua vòng loại
8 đội sau đã vượt qua vòng loại để tham dự giải đấu.
| Đội tuyển         | Tư cách              | Ngày vượt qua vòng loại | Số lần tham dự trước đó ở Cúp bóng đá U-20 nữ châu Á1           |
| ----------------- | -------------------- | ----------------------- | --------------------------------------------------------------- |
| Uzbekistan        | Chủ nhà              | 5 tháng 7 năm 2021      | 4 (2002, 2004, 2015, 2017)                                      |
| Nhật Bản          | Vô địch 2019         | 5 tháng 7 năm 2021      | 10 (2002, 2004, 2006, 2007, 2009, 2011, 2013, 2015, 2017, 2019) |
| CHDCND Triều Tiên | Á quân 2019          | 5 tháng 7 năm 2021      | 10 (2002, 2004, 2006, 2007, 2009, 2011, 2013, 2015, 2017, 2019) |
| Hàn Quốc          | Hạng ba 2019         | 5 tháng 7 năm 2021      | 10 (2002, 2004, 2006, 2007, 2009, 2011, 2013, 2015, 2017, 2019) |
| Úc                | Nhất bảng A (Vòng 2) | 5 tháng 6 năm 2023      | 8 (2006, 2007, 2009, 2011, 2013, 2015, 2017, 2019)              |
| Việt Nam          | Nhì bảng A (vòng 2)  | 5 tháng 6 năm 2023      | 5 (2004, 2009, 2011, 2017, 2019)                                |
| Trung Quốc        | Nhất bảng B (Vòng 2) | 8 tháng 6 năm 2023      | 10 (2002, 2004, 2006, 2007, 2009, 2011, 2013, 2015, 2017, 2019) |
| Đài Bắc Trung Hoa | Nhì bảng B (Vòng 2)  | 10 tháng 6 năm 2023     | 4 (2002, 2004, 2007, 2009)                                      |

1 In đậm chỉ nhà vô địch của năm đó.  In nghiêng cho biết chủ nhà của năm đó.